# Lonlay-le-Tesson
Lonlay-le-Tesson è un comune francese di 251 abitanti situato nel dipartimento dell'Orne nella regione della Normandia.

## Società

### Evoluzione demografica
Abitanti censiti